# Bafilomicina
Le bafilomicine sono una famiglia di antibiotici macrolidici tossici derivanti da Streptomyces griseus. Questi composti hanno simili attività biologiche agendo come inibitori delle V-ATPasi.
La bafilomicina più utilizzata è la bafilomicina A1. Essa viene utilizzata per evitare la ri-acidificazione delle vescicole sinaptiche in seguito all'esocitosi.
La bafilomicina ha attività antibatterica, antimicotica, antineoplastica ed immunosoppressiva. In aggiunta ha un'attività antimalarica. È stato mostrato ridurre la resistenza multifarmaco.
Può essere utilizzata come inibitore dell'attività dei lisosomi con effetti simili a quelli della clorochina.
La bafilomicina B1 potrebbe avere un potenziale come agente contro l'osteoporosi.